# 顧荃
顧荃（？—？），清朝官員，本籍江蘇。

## 生平
顧荃於1808年（嘉慶13年）接替楊奎，於台灣台北地區擔任台灣府淡水廳新莊縣丞一職（議敘從九品），是大台北地區的地方父母官。